# رعراع
رَعْراع أو جَثْجَاث أو جَثْياث (الاسم العلمي: Pulicaria)، جنس نباتات مُزهرة من فصيلة النجمية. أعطانه في أوروبا وآسيا وأفريقيا. وفي أمريكا الشمالية، يعرف باسمه الشائع حشيشة البراغيث الكاذبة.

## الأنواع
من أنواعه:
- رعراع أيوب